# یاوورک (جمهوری چک)
یاوورک (به چکی: Javorek) یک منطقهٔ مسکونی در جمهوری چک است که در ناحیه ژدار ناد سازاووو واقع شده‌است. یاوورک ۳٫۹ کیلومتر مربع مساحت و ۱۰۸ نفر جمعیت دارد و ۵۹۰ متر بالاتر از سطح دریا واقع شده‌است.